# Spherium
O modelo spherium consiste de dois elétrons presos na superfície de uma esfera de raio {\displaystyle R}. Ele tem sido usado por Berry e colaboradores para entender tantos sistemas fracamente e fortemente correlacionados e sugeri uma versão "alternativa" para a regra de Hund. Seidl estuda esse sistema no contexto da teoria do funcional da densidade (DFT) para desenvolver a nova funcionais correlaçõe dentro da conexão adiabática.

## Definição e solução
O Hamiltoniano eletrônico em unidades atômicas, é
{\displaystyle {\hat {H}}=-{\frac {\nabla _{1}^{2}}{2}}-{\frac {\nabla _{2}^{2}}{2}}+{\frac {1}{u}}}
onde {\displaystyle u} é a distância intereletrônica.
Para os estados singletos, pode ser mostrado que a função de onda {\displaystyle } satisfaz a equação de Schrödinger
{\displaystyle \left({\frac {u^{2}}{4R^{2}}}-1\right){\frac {d^{2}S(u)}{du^{2}}}+\left({\frac {3u}{4R^{2}}}-{\frac {1}{u}}\right){\frac {dS(u)}{du}}+{\frac {1}{u}}S(u)=ES(u)}
Introduzindo a variável adimensional {\displaystyle x=u/2R}, isso se torna uma função de Heun com pontos singulares em {\displaystyle x=-1,0,+1}. Com base nas conhecidas soluções de Heun, buscamos funções de onda da forma
{\displaystyle S(u)=\sum _{k=0}^{\infty }s_{k}\,u^{k}}
e substituição na equação anterior produz arelação de recorrência
{\displaystyle s_{k+2}={\frac {s_{k+1}+\left[k(k+2){\frac {1}{4R^{2}}}-E\right]s_{k}}{(k+2)^{2}}}}
com os valores iniciais {\displaystyle s_{0}=s_{1}=1}.  Assim, a condição de cúspide Kato é
{\displaystyle {\frac {S'(0)}{S(0)}}=1}.
A função de onda reduz para o polinomial
{\displaystyle S_{n,m}(u)=\sum _{k=0}^{n}s_{k}\,u^{k}}
(onde {\displaystyle m} o número de raízes entre  {\displaystyle 0} e {\displaystyle 2R}) se, e somente se, {\displaystyle s_{n+1}=s_{n+2}=0}. Assim, a energia {\displaystyle E_{n,m}} é uma raiz da equação polinomial {\displaystyle s_{n+1}=0} (onde {\displaystyle \deg s_{n+1}=\lfloor (n+1)/2\rfloor }) e o  raio correspondente {\displaystyle R_{n,m}} é encontrado a partir da equação anterior, o que gera
{\displaystyle R_{n,m}^{2}E_{n,m}={\frac {n}{2}}\left({\frac {n}{2}}+1\right)}
{\displaystyle S_{n,m}(u)} é a exata função de onda do  {\displaystyle m}-esimo estado excitado da simetria singleto S para o raio {\displaystyle R_{n,m}}.
Sabemos que a partir do trabalho de Loos e Gill  que a energia HF do menor estado singleto S {\displaystyle E_{\rm {HF}}=1/R}. Segue-se que a exata correlação energia para {\displaystyle R={\sqrt {3}}/2} é {\displaystyle E_{\rm {corr}}=1-2/{\sqrt {3}}\approx -0.1547} que é muito maior do que a limitação da correlação das energias do íons como hélio  ({\displaystyle -0.0467}) ou os átomos de Hooke ({\displaystyle -0.0497}). Isso confirma a visão de que a correlação de elétron na superfície de uma esfera é qualitativamente diferente do que em três dimensões de espaço físico.

## Spherium em uma esfera tridimensional
Trabalhos recentes de Loos et al. considerado o caso de dois elétrons confinados em uma esfera tridimensional se repelindo coulombicalmente. Eles relatam um estado fundamental de energia de ({\displaystyle -.0476}).

## Leitura complementar
- Loos, P.-F.; Gill, P. M. W. (2009), «Two electrons on a hypersphere: a quasiexactly solvable model», Physical Review Letters, 103, Bibcode:2009PhRvL.103l3008L, PMID 19792435, doi:10.1103/physrevlett.103.123008 |obra= e |periódico= redundantes (ajuda); |último1= e |último= redundantes (ajuda); |primeiro1= e |primeiro= redundantes (ajuda); |pmid= e |PMID= redundantes (ajuda); |DOI= e |doi= redundantes (ajuda)|journal= e |work= redundantes (ajuda); |last1= e |last= redundantes (ajuda); |first1= e |first= redundantes (ajuda); |pmid= e |PMID= redundantes (ajuda); |DOI= e |doi= redundantes (ajuda)